# Netropsina
La netropsina è un oligopeptide che lega fortemente regioni del DNA a doppio filamento, ricche in sequenze A-T.